# Gatis Čakšs
Gatis Čakšs (* 13. Juni 1995 in Līvāni) ist ein lettischer Leichtathlet, der sich auf den Speerwurf spezialisiert hat.

## Sportliche Laufbahn
Gatis Čakšs trat erstmals 2011 in internationalen Wettkämpfen im Speerwurf an, damals noch mit dem für die U18 üblichen Wurfgewicht von 700 Gramm. Im Juli zog er bei den U18-Weltmeisterschaften in Lille in das Finale ein, in dem er mit einer Weite von 66,94 m den achten Platz belegte. Ende desselben Monats belegte er den sechsten Platz beim Europäischen Olympischen Jugendfestival in Trabzon. 2012 belegte er bei den lettischen Meisterschaften der Erwachsenen mit höherem Wurfgewicht den fünften Platz. Ab 2013 startete er dann in der Altersklasse U20. Im Juli trat er bei den U20-Europameisterschaften in Rieti an. Dabei zog er mit einem Wurf über 70 Meter in das Finale ein, in dem er als Zwölfter den letzten Platz belegte. 2014 ging er dann bei den U20-Weltmeisterschaften in Eugene an den Start. Nach dem Einzug in das Finale, stellte er dort mit 74,04 m eine neue Bestleistung auf, mit der er sich zum Juniorenweltmeister krönte. Seine Finalweite stellte seinerseits die geringste Siegesweite im Finale einer U20-Weltmeisterschaft dar. Ein paar Monate nach den Meisterschaften steigerte er seine Bestleistung nochmal um mehr als drei Meter.
Im Juni 2015 übertraf Čakšs erstmals die 80-Meter-Marke. Während der laufenden und den zwei darauffolgenden Saison kam er nicht erneut in die Nähe dieser Marke. Im Juli trat er bei den LU23-Europameisterschaften in Tallinn an. Im Finale kam er dabei auf eine Weite von 72,26 m, mit denen er den zehnten Platz belegte. Zwei Jahre später trat er bei den gleichen Meisterschaften in Bydgoszcz an. Dort warf er im Finale etwas weiter bis auf 74,44 m. Mit der Weite kam er dennoch nicht über den achten Platz hinaus. 2018 gelangen ihm in mehreren Wettkämpfen Würfe über 80 Meter, wobei er bereits frühzeitig im Mai mit 83,89 m seine Bestleistung erzielte. Im August nahm er an den Europameisterschaften in Berlin teil. Dabei blieb er in der Qualifikation allerdings deutlich hinter seinen Möglichkeiten zurück und scheiterte als 13. knapp am Einzug in das Finale. 2019 wurde Čakšs erstmals lettischer Meister im Speerwurf und nahm im Oktober an den Weltmeisterschaften in Doha teil. Dabei kam er in der Qualifikation auf 79,94 m, mit denen er als 21. ausschied. 2020 verbesserte er sich im August auf 84,56 m, nachdem er kurz zuvor seinen nationalen Meistertitel erfolgreich verteidigen konnte.
Anfang Juni warf Čakšs bei seinem letzten Versuch im österreichischen Eisenstadt den Speer auf 87,57 m und qualifizierte sich damit für die Olympischen Sommerspiele in Tokio. Mit der neuen Bestleistung erzielte er die zweitgrößte jemals von einem Letten geworfene Weite.  In Tokio konnte er allerdings nicht an diese Leistung anknüpfen, nachdem er den Speer in der Qualifikation auf 78,73 m warf und damit den Einzug in das Finale verpasste. In den folgenden Jahren trat er ebenfalls bei den Großereignissen an. Sowohl bei den Leichtathletik-Weltmeisterschaften 2023 in Budapest sowie den Europameisterschaften 2022 und 2024 schied er jeweils nach der Qualifikation aus.

## Wichtige Wettbewerbe
| Jahr                 | Veranstaltung             | Ort                  | Platz                | Disziplin            | Weite                |
| Startet für Lettland | Startet für Lettland      | Startet für Lettland | Startet für Lettland | Startet für Lettland | Startet für Lettland |
| -------------------- | ------------------------- | -------------------- | -------------------- | -------------------- | -------------------- |
| 2011                 | U18-Weltmeisterschaften   | Lille                | 8.                   | Speerwurf            | 66,94 m              |
| 2013                 | U20-Europameisterschaften | Rieti                | 12.                  | Speerwurf            | 63,90 m              |
| 2014                 | U20-Weltmeisterschaften   | Eugene               | 1.                   | Speerwurf            | 74,04 m              |
| 2015                 | U23-Europameisterschaften | Tallinn              | 10.                  | Speerwurf            | 72,48 m              |
| 2017                 | U23-Europameisterschaften | Bydgoszcz            | 8.                   | Speerwurf            | 74,44 m              |
| 2018                 | Europameisterschaften     | Berlin               | 13.                  | Speerwurf            | 78,13 m              |
| 2019                 | Weltmeisterschaften       | Doha                 | 21.                  | Speerwurf            | 79,94 m              |
| 2021                 | Olympische Sommerspiele   | Tokio                | 18.                  | Speerwurf            | 78,73 m              |
| 2022                 | Europameisterschaften     | München              | 17.                  | Speerwurf            | 74,63 m              |
| 2023                 | Weltmeisterschaften       | Budapest             | 33.                  | Speerwurf            | 73,42 m              |
| 2024                 | Europameisterschaften     | Rom                  | 14.                  | Speerwurf            | 79,22 m              |

## Leistungsentwicklung
- 2011: 67,75 m
- 2013: 71,47 m
- 2014: 77,26 m
- 2015: 80,06 m
- 2018: 83,89 m
- 2020: 84,56 m
- 2021: 87,57 m